# Martensville (Saskatchewan)
Martensville est une ville de la Saskatchewan, au Canada. Elle est située à environ 8 km au nord de Saskatoon (dont elle est parfois considérée comme une ville-dortoir) et à environ 14 km au sud-ouest du ferry de Clarkboro (en), qui traverse la rivière Saskatchewan Sud.
Martensville est la deuxième municipalité de plus de 5 000 habitants ayant le rythme de croissance le plus rapide. Sa population a augmenté de 55 % entre 2006 et 2011,.

## Démographie
| 1971 | 1976 | 1981  | 1986  |
| ---- | ---- | ----- | ----- |
| 870  | 960  | 1 969 | 2 760 |

| 1991  | 1996  | 2001  | 2006  |
| ----- | ----- | ----- | ----- |
| 3 310 | 3 477 | 4 365 | 4 968 |

| 2011  | 2016  | 2021   | - |
| ----- | ----- | ------ | - |
| 7 716 | 9 645 | 10 549 | - |

## Administration
| 2005-2009      | 2009-2012 | 2012-2028   |
| -------------- | --------- | ----------- |
| Giles Saulnier |           | Kent Muench |
| ,              |           | [ 14 ]      |